# Фітрет
Фітрет (дав.-гр. Φιτρες) — цар давньогрецького міста Мілет з роду Нелеїдів.
Царював на початку VII ст. до н. е., коли Мілет був втягнутий до Лелантської війни. За легендою втратив владу, після невдалого походу проти млійців, поступившись короною своєму небожу Леодаманту. Деякі дослідники вважають Фітрета і вбивцю Леодаманта Амфітра однією особою, однак ця версія базується лише на відносній співзвучності імен.